# Приз ФІПРЕССІ (Торонто)
Приз Міжнародної федерації кінопреси на Міжнародному кінофестивалі у Торонто, (Приз ФІПРЕССІ у Торонто) (фр. Prix FIPRESCI du Festival de Toronto) — це міжнародна кінематографічна нагорода від журі міжнародних кінокритиків у рамках Міжнародної федерації кінопреси (ФІПРЕССІ) на кінофестивалі в Торонто, яку надають для підтримки новаторських кінофільмів.
З 2008 року премію присуджують у двох категоріях: «Спеціальні презентації» (Special Presentations) та «Відкриття» (Discovery).

## Переможці
Список переможців складено на основі даних IMDb.

### 1992—2000
| Рік  | Фільм         | Оригінальна назва      | Режисер           | Країна        |
| ---- | ------------- | ---------------------- | ----------------- | ------------- |
| 1992 | «Скажені пси» | Reservoir Dogs         | Квентін Тарантіно | США           |
| 1993 |               | Strapped               | Форест Вітакер    | США           |
| 1994 |               | Les Silences du palais | Moufida Tlatli    | Франція Туніс |
| 1994 |               | Verhängnis             | Fred Kelemen      | Німеччина     |
| 1995 |               | Desolation Angels      | Tim McCann        | США           |
| 1995 | «Яйця»        | Eggs                   | Бент Гамер        | Норвегія      |

| Рік  | Нагорода         | Фільм                             | Режисер           | Країна                         |
| ---- | ---------------- | --------------------------------- | ----------------- | ------------------------------ |
| 1996 |                  | Life                              | Lawrence Johnston | Австралія                      |
| 1996 | Mention spéciale | The Daytrippers                   | Greg Mottola      | Канада США                     |
| 1997 |                  | Under the Skin                    | Carine Adler      | Велика Британія                |
| 1998 |                  | West Beyrouth                     | Ziad Doueiri      | Франція Норвегія Ліван Бельгія |
| 1998 |                  | Praise                            | John Curran       | Австралія                      |
| 1999 |                  | 洗澡, Xizao                       | 张扬, Zhang Yang  | КНР                            |
| 2000 |                  | บางกอกแดนเจอรัส เพชฌฆาตเงียบ อันตราย | 彭順, Péng Shùn   | Таїланд                        |

### 2001—2010
| Рік  | Нагорода              | Фільм                                 | Режисер                    | Країна                     |
| ---- | --------------------- | ------------------------------------- | -------------------------- | -------------------------- |
| 2001 |                       | Inch'Allah dimanche                   | (Yamina Benguigui)         | Франція Алжир              |
| 2001 | Mention spéciale      | Mein Stern                            | (Valeska Grisebach)        | Німеччина Австрія          |
| 2001 | Mention spéciale      | Khaled                                | (Asghar Massombagi)        | Канада                     |
| 2002 |                       | Les Chemins de l'oued                 | Гаель Морель (Gaël Morel)  | Франція Алжир              |
| 2002 | Mention spéciale      | «Відкриті серця» Elsker dig for evigt | Сюзанна Бір (Susanne Bier) | Данія                      |
| 2003 |                       | Noviembre                             | (Achero Mañas)             | Іспанія                    |
| 2004 |                       | In My Father's Den                    | (Brad McGann)              | Нідерланди Велика Британія |
| 2005 |                       | Sa-kwa                                | (Yi-kwan Kang)             | Південна Корея             |
| 2006 |                       | Death of a President                  | (Gabriel Range)            | Велика Британія            |
| 2007 |                       | La zona                               | (Rodrigo Plá)              | Іспанія Мексика            |
| 2008 | Special Presentations | «Безчестя» Disgrace                   | (Steve Jacobs)             | Австралія ПАР              |
| 2008 | Discovery             | «Розкішне життя» Lymelife             | (Derick Martin)            | США                        |
| 2009 | Special Presentations | Hadewijch                             | (Bruno Dumont)             | Франція                    |
| 2009 | Discovery             | Paltadacho munis                      | (Laxmikant Shetgaonkar)    | Індія                      |
| 2010 | Special Presentations | L'Amour fou                           | (Pierre Thoretton)         | Франція                    |
| 2010 | Discovery             | «Хороший хлопчик» Beautiful Boy       | Шоун Ку (Shawn Ku)         | США                        |

### 2011—2020
Список переможців складено на основі даних IMDb.
| Рік  | Нагорода               | Фільм                                        | Режисер                                 | Країна               |
| ---- | ---------------------- | -------------------------------------------- | --------------------------------------- | -------------------- |
| 2011 | Special Presentations  | Le Premier Homme                             | Джанні Амеліо (Gianni Amelio)           | Франція Італія Алжир |
| 2011 | Discovery              | «Авалон» Avalon                              | (Axel Petersén)                         | Швеція               |
| 2012 | Special Presentations  | «У будинку» Dans la maison                   | Франсуа Озон (François Ozon)            | Франція              |
| 2012 | Discovery              | Call Girl                                    | (Mikael Marcimain)                      | Греція Польща        |
| 2013 | Special Presentations  | «Іда» Ida                                    | Павел Павліковський (Paweł Pawlikowski) | Польща               |
| 2013 | Discovery              | Los insólitos peces gato                     | (Claudia Sainte-Luce)                   | Мексика              |
| 2014 | Special Presentations  | Time Out of Mind                             | (Oren Moverman)                         | США                  |
| 2014 | Discovery              | Qu'Allah bénisse la France                   | Абд аль Малік (Abd Al Malik)            | Франція              |
| 2015 | Special Presentations  | «Пустеля» Desierto                           | Хонас Куарон (Jonás Cuarón)             | Мексика              |
| 2015 | Discovery              | Нова Ева Eva Nová                            | Марко Скоп (Marko Skop)                 | Словаччина Чехія     |
| 2016 | Special Presentations  | 我不是潘金蓮, Wo bu shi                      | (Pan Jin Lian)                          | КНР                  |
| 2016 | Discovery              | Kati Kati                                    | (Mbithi Masya)                          | Кенія Німеччина      |
| 2017 | Discovery              |                                              |                                         |                      |
| 2018 | Discovery              | «Ширяти як метелик» / Float Like a Butterfly | Кармель Вінтерс                         | Ірландія             |
| 2018 | Спеціальні презентації | «Скін» / Skin                                | Ґай Наттів                              | США                  |
| 2018 | Почесна згадка         | «Чесна людина» / L'Homme fidèle              | Луї Гаррель                             | Франція              |